# マウザーMK 30 30mm機関砲
マウザーMK 30 30mm機関砲は、ドイツのマウザー社が開発した30mm口径機関砲。当初はマウザー・モデルF 30mm機関砲と称されていたが、現在ではマウザー社がラインメタル・グループに吸収合併されたことから、ラインメタルMK 30 30mm機関砲とも称される。

## 概要
設計は1984年より開始され、1988年より就役を開始した。ガス圧作動方式で二方向装弾式であることから、複数弾種を速やかに切り替えて使用することができる。使用する弾種は、NATOで標準的な30x173mmで、これは、有名なGAU-8 アヴェンジャーやMk 44 ブッシュマスター IIとも共通のものである。

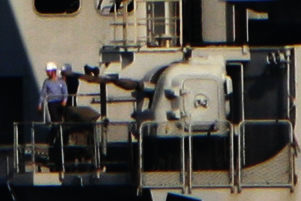
艦載型の30mm コンパクト砲

本機関砲は、主に艦載および車載の用途で使用される。艦載用としては、イタリアのブレーダ・メッカニカ・ブレシャーナ社が開発したコンパクト砲システムに組み込まれて使用されることが多い。ブレーダ社がボフォース 70口径40mm機関砲向けに提供してきたコンパクト砲システムはベストセラーとして知られているが、本機関砲向けのコンパクト砲システムは、この40mm コンパクト砲システムのスケールダウン版というべきものとなっている。
40mm コンパクト砲システムと同様に単装型と連装型が提供されており、弾薬抜きでの砲塔重量は、単装型で1,500-1,980kg、連装型で約3,200kgである。また、連装型を元にしたCIWSとして、シー・コブラ・システムも開発されている。使用する弾種は、徹甲焼夷弾（API）と焼夷榴弾（HEI）が主となる。
車載用としては、ドイツ連邦軍の新しい歩兵戦闘車であるプーマ装甲歩兵戦闘車などに搭載されている。車載用途の場合、発射速度は毎分200発に減格使用される。使用する弾種は、装弾筒付翼安定徹甲弾（APFSDS）と空中炸裂弾（KETF）が主となる。

## 搭載プラットフォーム
スペイン
- ピサロ歩兵戦闘車

 オーストリア
- ウラン歩兵戦闘車

 ドイツ
- プーマ装甲歩兵戦闘車
- ワイルドキャット自走対空砲

 フランス
- ミストラル級強襲揚陸艦
- ジョルジュ・レイグ級駆逐艦